# Nevzet Alić
Nevzet Alić (ur. 5 stycznia 1961 w Čeliciu) – bośniacki niepełnosprawny siatkarz i trener, medalista paraolimpijski.
W reprezentacji narodowej grał od 1999 roku. Na Letnich Igrzyskach Paraolimpijskich 2000 był członkiem drużyny, która zdobył srebrny medal paraolimpijski. 
Od 2002 roku pracuje jako trener, był m.in. w sztabie trenerskim reprezentacji Bośni i Hercegowiny podczas mistrzostw świata w 2006 roku, a także podczas Letnich Igrzysk Paraolimpijskich 2012 (w obu turniejach Bośniacy zdobyli złoty medal).